# Каллипельтис
Каллипельтис (лат. Callipeltis) — род однолетних травянистых растений семейства Мареновые (Rubiaceae).

## Ботаническое описание
Однолетние травянистые растения. Листья мутовчатые, собраны по 2—4 в мутовке.
Цветки обоеполые, собраны по 5—7 в полузонтики. Венчик жёлтого цвета, трёх- или четырёхраздельный. Тычинки очень короткие, в числе 4. Пестик один, с шаровидными рыльцами и в верхней части двухраздельным столбиком. Завязь одногнёздная. Цветоножки короткие.
Плоды продолговатой формы, состоят из одного мерикарпия.

## Классификация

### Представители
Род насчитывает 3 вида:
- Callipeltis cucullaria (L.) DC. — Каллипельтис обвёрнутый
- Callipeltis factorovskyi (Eig) Ehrend.
- Callipeltis microstegia Boiss.

### Таксономическое положение
Род Каллипельтис входит в семейство Мареновые (Rubiaceae) порядка Горечавкоцветные (Gentianales).
|  |                                      |  |                                                               |                                                               |                     |  | ещё 4 семейства (согласно Системе APG III) |                     |                     |        |
|  |                                      |  |                                                               |                                                               |                     |  |                                            |                     |                     | 3 вида |
|  |                                      |  |                                                               | порядок Горечавкоцветные                                      |                     |  |                                            |                     | род Каллипельтис    |        |
|  |                                      |  |                                                               | порядок Горечавкоцветные                                      |                     |  |                                            |                     | род Каллипельтис    |        |
|  | отдел Цветковые, или Покрытосеменные |  |                                                               |                                                               | семейство Мареновые |  |                                            |                     |                     |        |
|  | отдел Цветковые, или Покрытосеменные |  |                                                               |                                                               |                     |  |                                            |                     |                     |        |
|  |                                      |  | ещё 58 порядков цветковых растений (согласно Системе APG III) | ещё 58 порядков цветковых растений (согласно Системе APG III) |                     |  |                                            | ещё около 600 родов | ещё около 600 родов |        |
|  |                                      |  |                                                               | ещё 58 порядков цветковых растений (согласно Системе APG III) |                     |  |                                            |                     | ещё около 600 родов |        |